# Сарке (Тренто)
Сарке је насеље у Италији у округу Тренто, региону Трентино-Јужни Тирол.
Према процени из 2011. у насељу је живело 533 становника. Насеље се налази на надморској висини од 248 м.